# Kopalnia odkrywkowa

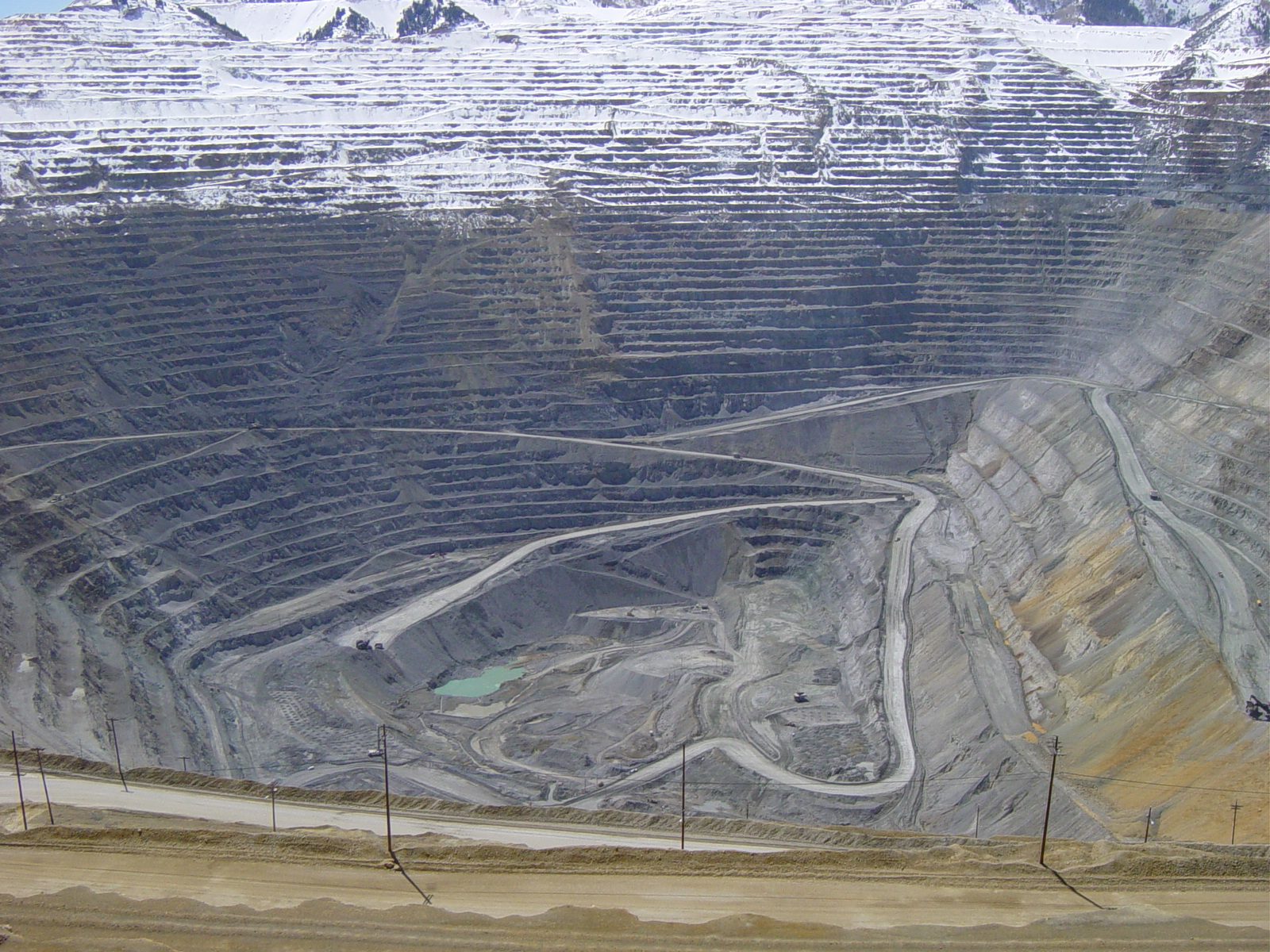
Odkrywkowa kopalnia miedzi Bingham Canyon Mine w USA

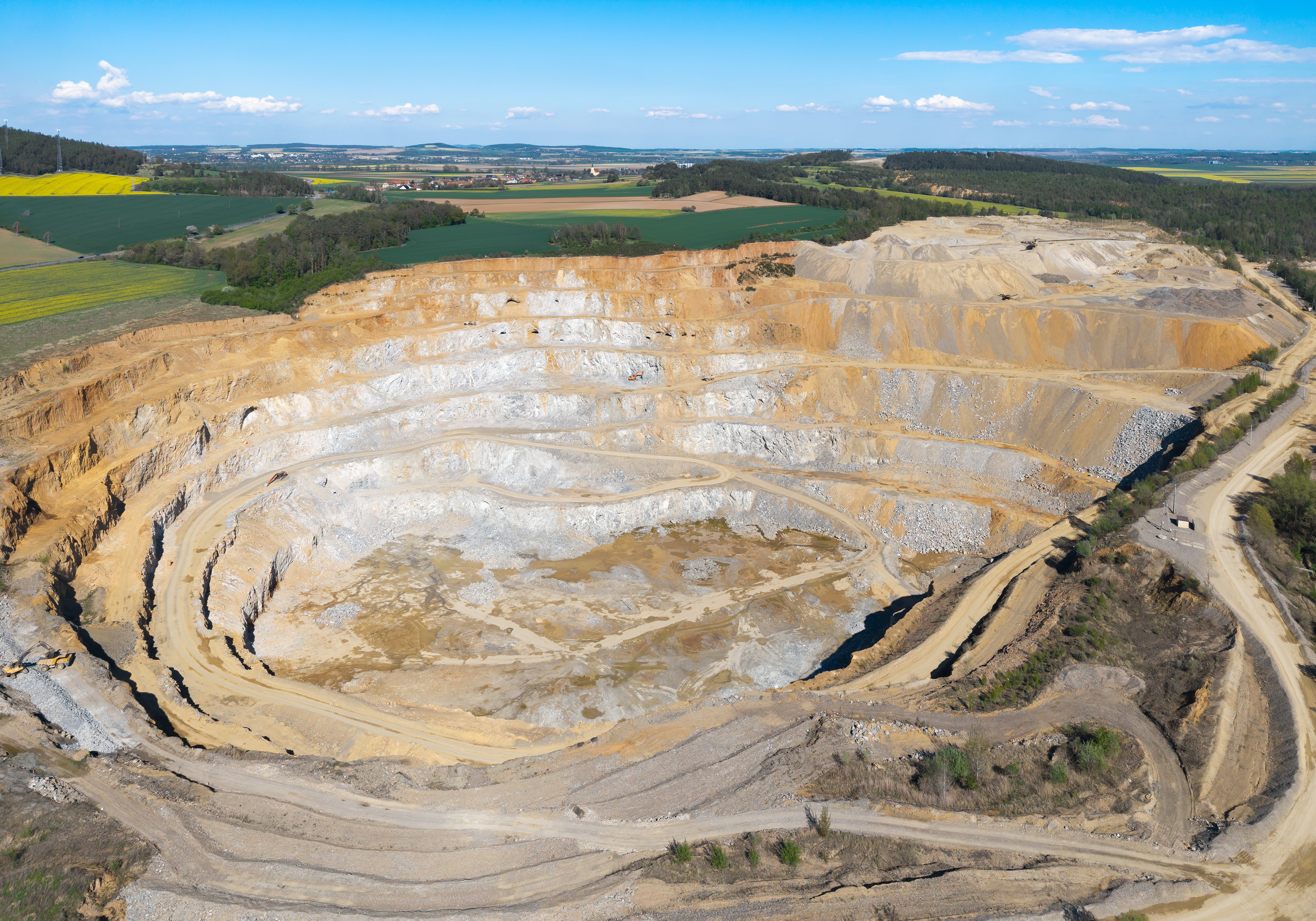
Kopalnia magnezytu w Grochowej

Kopalnia odkrywkowa – rodzaj kopalni, w której (w przeciwieństwie do podziemnej pracy górniczej) wszelkie prace wydobywcze odbywają się na powierzchni, a proces wydobywczy odbywa się poprzez odkrywanie kolejnych warstw surowców.

## Rodzaje
W zależności od rodzaju wydobywanego surowca, kopalnie odkrywkowe dzieli się na:
- piaskownie – wydobywające piasek
- żwirownie – wydobywające żwir
- kamieniołomy – wydobywające kamień
- kopalnie węgla brunatnego – wydobywające węgiel brunatny
- inne kopalnie, np. rud metali.

## Największe kopalnie odkrywkowe
- Bingham Canyon Mine
- Chuquicamata
- Trubka Udacznaja